# 于庭頤
于庭頤（1375年—？），字耆英，浙江台州府臨海縣西南隅人，明朝政治人物。進士出身。

## 生平
浙江鄉試六十五名。永樂十年（1412年）壬辰科會試八十四名，殿試登進士第二甲第三十五名。

## 家族
曾祖于希孟。祖父于思進，曾任任本縣儒學訓導。父亲于仕西。